# Xã Webster, Quận Polk, Iowa
Xã Webster (tiếng Anh: Webster Township) là một xã thuộc quận Polk, tiểu bang Iowa, Hoa Kỳ. Năm 2010, dân số của xã này là 54.365 người.